# TVC21
TVC21 este un canal de televiziune privat din Republica Moldova, înființat în 1996, care difuzează în mare parte filme. TVC21 nu difuzează prin eter, fiind popular doar pentru clienții companiilor prin cablu. Are emisiuni preponderent în română și rusă. Unele filme mai sunt subtitrate în română.
Se bucură de o popularitate medie, fiind urmărit în special pentru filmele sale.